# Corethrella brakeleyi
Corethrella brakeleyi är en tvåvingeart som beskrevs av Daniel William Coquillett 1902. Corethrella brakeleyi ingår i släktet Corethrella och familjen Corethrellidae. Inga underarter finns listade i Catalogue of Life.